# ویکتوریا اوهروگو
ویکتوریا اوهروگو (انگلیسی: Victoria Ohuruogu؛ زادهٔ ۲۸ فوریهٔ ۱۹۹۳) دونده سرعت زن اهل بریتانیا است.
وی در مسابقات کشوری و بین‌المللی در مجموع برندهٔ ۱ مدال طلا، ۲ مدال نقره، ۳ مدال برنز شده است.